# 情報工学科
情報工学科（じょうほうこうがくか）は、大学の学科のひとつ。情報工学の教育、研究がなされる。「情報科学科」「計算機科学科」もほぼ同じ。

## 名称
日本の大学の「情報工学科」では、英語名はComputer Science（コンピュータ科学）としている。英語圏ではComputer Scienceの語が通りが良い。英語en:Information Engineeringの意味を学位として解するのは困難である。
同様のカリキュラムを持つ学科として、情報システム工学科といった名称の学科を設ける大学もある。
電気工学・電子工学等と併せ、電気電子情報工学科などとしたり、通信工学等と併せ情報通信工学科と、関連学問分野と併せた学科を設立する場合がある。
情報科学を掲げる学科として情報科学科がある。情報工学科は工学系学部、情報科学科は理学部から設置され、歴史として数学科や応用数学科等から派生している。　
情報工学科と情報科学科の扱う分野の線引きは難しい。学部名との単なる語呂合わせで、違う名称となっているものと解してもよい。
一部の大学では、大学院重点化等に際し、これらの学科の統合・再編等を行っている。
海外のコンピュータ科学科の例では、バークレイやMITは「EECS」と、電気電子分野と一緒になっている。

## 歴史
情報工学自体が比較的歴史の浅い学問である。歴史のある大学における情報工学科は、工学部の電気系学科か理学部の数学科より派生した場合がある。
東京大学工学部の計数工学科が、1952年、日本で最初の情報科学・情報工学科である。
1970年には京都大学（工学部）および大阪大学（基礎工学部）および山梨大学（工学部）に情報工学科や計算機科学科が設置された（京都大学、大阪大学、山梨大学ともに現在は情報工学科、計算機科学科いう名称は用いていない）。

## 情報工学科・情報科学科を持つ日本の大学
※「情報工学科」「情報科学科」「情報学科」の名を持つ学科のある大学。

### 国立
- 茨城大学工学部 情報工学科
- 埼玉大学工学部 情報工学科
- 東京大学理学部 情報科学科
- お茶の水女子大学理学部 情報科学科
- 静岡大学情報学部 情報科学科
- 名古屋工業大学工学部 高度工学教育課程 情報工学科 - 知能情報分野，ネットワーク分野，メディア情報分野の3分野
- 大阪大学基礎工学部 情報科学科
- 高知大学理工学部 情報科学科

### 公立
- 秋田県立大学システム科学技術学部 情報工学科 - 電子情報システム学科から改組
- 東京都立大学システムデザイン学部 情報科学科
- 愛知県立大学情報科学部 情報科学科
- 大阪公立大学工学部 情報工学科
- 広島市立大学情報科学部 情報工学科

### 私立
北海道・東北・関東
- 北海道科学大学情報科学部 情報科学科　（令和7年4月開設予定）
- 北海道科学大学工学部 情報工学科
- 東北学院大学教養学部 情報科学科
- 帝京大学理工学部 情報科学科（通信教育課程）
- 千葉工業大学情報科学部 情報工学科
- 日本大学工学部 情報工学科
- 拓殖大学工学部 情報工学科
- 中央大学理工学部 情報工学科
- 東京理科大学工学部 情報工学科
- 東京都市大学情報工学部 情報科学科
- 東京都市大学理工学部 情報科学科
- 東京理科大学創域理工学部 情報科学科
- 明星大学情報学部 情報学科
- 津田塾大学学芸学部 情報科学科
- 成蹊大学理工学部 情報科学科
- 慶應義塾大学理工学部 情報工学科
- 東海大学情報理工学部 情報科学科
- 神奈川工科大学情報学部 情報工学科
- 湘南工科大学情報学部 情報学科 - 旧工学部 情報工学科

中部・近畿・中国・四国・九州
- 金沢工業大学情報理工学部 情報工学科 - 旧工学部 情報工学科、2025年4月情報理工学部開設に伴い移籍
- 金沢学院大学情報工学部 情報工学科
- 愛知工業大学情報科学部 情報科学科
- 中部大学工学部 情報工学科
- 名城大学情報工学部 情報工学科 - 旧理工学部 情報工学科
- 中京大学工学部 情報工学科
- 京都橘大学工学部 情報工学科
- 追手門学院大学理工学部 情報工学科（令和7年4月開設予定）
- 大阪電気通信大学情報通信工学部 情報工学科
- 大阪電気通信大学総合情報学部 情報学科
- 近畿大学情報学部 情報学科 - 旧工学部 情報学科
- 岡山理科大学工学部 情報工学科
- 広島工業大学情報学部 情報工学科
- 福山大学工学部 情報工学科
- 安田女子大学理工学部 情報科学科（令和7年4月開設予定）
- 松山大学情報学部 情報学科　（令和7年4月開設予定）
- 福岡工業大学情報工学部 情報工学科
- 崇城大学情報学部 情報学科

## 情報工学科・情報科学科に類似する学科を持つ日本の大学
※は、かつて情報工学科・情報科学科を持っていた日本の大学　総合情報学科（例えば、東洋大学総合情報学部 総合情報学科）も参照

### 国立
- 室蘭工業大学※理工学部（昼間コース）創造工学科 電気電子工学コース - 1990年設置。2009年情報電子工学系学科に変更
- 北見工業大学※工学部 地域未来デザイン工学科 情報デザイン・コミュニケーション工学コース - 1990年設立。1995年、情報システム工学科に改組。
- 小樽商科大学商学部 社会情報学科
- 北海道大学工学部 情報エレクトロニクス学科
- 弘前大学理工学部 電子情報工学科
- 秋田大学※理工学部 数理・電気電子情報学科 人間情報工学コース - 1990年設立。工学資源学部2014年、理工学部数理・電気電子情報学科人間情報工学コースに改組。
- 岩手大学※理工学部 理工学科 知能情報コース、クリエイティブ情報コース（情報デザイン、ヒューマンインタフェース、コンピュータグラフィックス）- 1975年設立。2000年、情報システム工学科に改組。工学部から理工学部へ、システム創成工学科 知能・メディア情報コース、2025年理工学科開設により
- 山形大学工学部（昼間コース）情報・エレクトロニクス学科
- 東北大学工学部 電気情報物理工学科
- 福島大学理工学群 共生システム理工学類 数理・情報科学コース
- 宇都宮大学※工学部 基盤工学科 情報電子オプティクスコース
- 群馬大学※理工学部 電子・機械類 電子情報通信プログラム
- 筑波大学情報学群 情報メディア創成学類、情報科学類、知識情報・図書館学類
- 千葉大学工学部※ 総合工学科 情報工学コース
- 千葉大学情報・データサイエンス学部 情報・データサイエンス学科
- 電気通信大学※情報理工学域 先端工学基礎課程 Ⅰ類（情報系）、II類（融合系）- 1987年電気通信学部に情報工学科設立。2009年、情報理工学部総合情報学科と情報・通信工学科に改組。
- 東京大学工学部 機械情報工学科
- 東京海洋大学海洋工学部 流通情報工学科
- お茶の水女子大学共創工学部 文化情報工学科
- 東京科学大学工学院 システム制御系、情報通信系
- 東京科学大学情報理工学院 情報工学系、数理・計算科学系
- 東京大学工学部 計数工学科、機械情報工学科、電子情報工学科
- 東京農工大学工学部※ 知能情報システム工学科 - 2019年度より
- 横浜国立大学理工学部※ 数物・電子情報系学科 情報工学教育プログラム
- 信州大学工学部※ 電子情報システム工学科
- 山梨大学工学部※ 工学科 コンピュータ理工学コース - 2024年まではコンピュー
- 新潟大学工学部※ 工学科 知能情報システムプログラム
- 長岡技術科学大学工学部 工学課程 情報・経営システム工学分野
- 豊橋技術科学大学工学部 電気・電子情報工学課程、情報・知能工学課程
- 静岡大学情報学部 行動情報学科、情報社会学科
- 静岡大学工学部 電気電子工学科 情報エレクトロニクスコース
- 名古屋大学情報学部※ 人間・社会情報学科、自然情報学科 - 1985年工学部情報工学科設立、1995年工学部情報工学科を工学部電気電子・情報工学科情報工学コースに再編、2017年情報文化学部と工学部電気電子・情報工学科の情報工学コースが合流して情報学部を設置、自然情報学科、社会システム情報学科を改組
- 名古屋大学工学部 電気電子情報工学科
- 名古屋工業大学工学部 創造工学教育課程（6年一貫）情報・社会コース
- 岐阜大学工学部 電気電子・情報工学科
- 富山大学工学部 工学科 知能情報工学コース
- 福井大学工学部 情報・メディア工学科
- 三重大学※工学部 総合工学科 情報工学コース
- 京都工芸繊維大学工芸科学部 設計工学域 情報工学課程
- 京都大学工学部※工学科 - 1970年設立。1995年、数理工学科と統合され、情報学科となる。
- 大阪教育大学教育学部 教育協働学科 理数情報専攻
- 大阪大学工学部 電子情報工学科
- 神戸大学工学部 情報知能工学科
- 神戸大学システム情報学部 システム情報学科 - 2025年開設。
- 奈良女子大学工学部 工学科 人間情報分野 情報エリア
- 奈良女子大学生活環境学部 文化情報学科 生活情報通信科学コース
- 和歌山大学システム工学部 システム工学科 情報学領域
- 和歌山大学社会インフォマティクス学環 - 学士は社会情報学
- 岡山大学工学部 工学科 情報・電気・数理データサイエンス系、情報工学先進コース
- 広島大学工学部 第二類（電気電子・システム情報系）
- 鳥取大学工学部 電気情報系学科
- 島根大学総合理工学部 総合理工学科 IT・デジタル分野（ITスペシャリスト⼈材養成履修モデルを用意）
- 山口大学工学部 知能情報工学科
- 徳島大学※理工学部〔昼間コース〕理工学科 知能情報システムコース、知能情報コース - 旧工学部 知能情報工学科 - 1973年設立。1988年、知能情報工学科に拡張改組。
- 香川大学創造工学部 創造工学科 情報コース - 旧工学部 電子・情報工学科、創造工学部改組後は情報システム・セキュリティコース、2025年4月より同名称
- 愛媛大学※工学部 工学科 応用情報工学コース、コンピュータ科学コース
- 九州大学工学部 電気情報工学科
- 九州工業大学情報工学部 知能情報工学科、情報・通信工学科、知的システム工学科、物理情報工学科、生命化学情報工学科 - 2018年度から
- 佐賀大学理工学部 理工学科 情報部門
- 長崎大学工学部 工学科 情報工学コース
- 長崎大学情報データ科学部 情報データ科学科
- 熊本大学工学部 情報電気工学科
- 大分大学理工学部 共創理工学科 知能情報システムプログラム
- 宮崎大学工学部 工学科 情報通信プログラム - 旧情報システム工学科
- 鹿児島大学※工学部 先進工学科 - 旧情報生体システム工学科
- 琉球大学※工学部 電気電子工学科 （昼間主コース）

### 公立
- 公立千歳科学技術大学理工学部 情報システム工学科
- 公立はこだて未来大学システム情報科学部 情報アーキテクチャ学科（情報システムコース，情報デザインコース）、複雑系知能学科 （知能システムコース，複雑系コース）
- 宮城大学事業構想学部 デザイン情報学科
- 公立諏訪東京理科大学工学部 情報応用工学科
- 静岡県立大学経営情報学部 経営情報学科
- 富山県立大学工学部 情報システム工学科
- 大阪公立大学現代システム科学域 知識情報システム学類
- 県立広島大学経営情報学部 経営情報学科
- 広島市立大学情報科学部 医用情報科学科
- 岡山県立大学情報工学部 情報システム工学科、情報通信工学科
- 山口県立大学国際文化学部 情報社会学科
- 高知工科大学情報学群 情報と人間専攻、情報とメディア専攻、情報通信専攻、コンピュータサイエンス専攻（履修モデル）
- 北九州市立大学国際環境工学部 情報システム工学科
- 熊本県立大学総合管理学部 総合管理学科 （情報部門）
- 長崎県立大学情報システム学部 情報システム学科、情報セキュリティ学科

### 私立
北海道・東北
- 育英館大学（旧:稚内北星学園大学）情報メディア学部 情報メディア学科
- 千歳科学技術大学理工学部 情報システム工学科
- 北海道科学大学未来デザイン学部 メディアデザイン学科
- 北海道情報大学経営情報学部 システム情報学科
- 北海道情報大学情報メディア学部 情報メディア学科
- 北海学園大学工学部 電子情報工学科
- 青森大学ソフトウェア情報学部 ソフトウェア情報学科
- 八戸工業大学工学部 工学科 - 旧システム情報工学科
- 石巻専修大学理工学部 情報電子工学科
- 東北工業大学工学部 情報通信工学課程 - 旧情報通信工学科
- 東北福祉大学総合マネジメント学部 情報福祉マネジメント学科
- 東北文化学園大学工学部 知能情報システム学科 - 旧科学技術学部 知能情報システム学科

関東
- 帝京大学理工学部 総合理工学科 情報科学コース - 旧情報電子工学科
- 前橋工科大学工学部 情報・生命工学群
- 足利大学工学部 創生工学科 システム情報分野 情報デザインコース
- 千葉商科大学商経学部 学科共通 情報コース
- 千葉工業大学工学部 情報通信システム工学科
- 東京情報大学総合情報学部 総合情報学科
- 麗澤大学工学部 工学科 情報システム工学専攻
- 埼玉工業大学工学部 情報システム学科
- 尚美学園大学芸術情報学部 情報表現学科
- ものつくり大学技能工芸学部 情報メカトロニクス学科
- 日本工業大学先進工学部 情報メディア工学科
- 千葉商科大学総合政策学部 政策情報学科（2025年度から）
- 帝京大学理工学部 総合理工学科 情報科学コース
- 城西大学理学部 情報数理学科
- 東洋大学理工学部 電気電子情報工学科 - 1976年設置するが、2009年電気電子工学科と統合
- 日本大学生産工学部 数理情報工学科 メディアデザインコース，数理情報システムコース
- 日本大学理工学部 応用情報工学科
- 東京理科大学創域理工学部 電気電子情報工学科
- 東京理科大学理学部第一部 数理情報科学科
- 東京理科大学工学部 経営工学科 人間・情報工学コース
- 東京工芸大学工学部※ 工学科 情報コース
- 東京工科大学コンピュータサイエンス学部 コンピュータサイエンス学科
- 東京都市大学メディア情報学部 情報システム学科
- 東京都市大学情報工学部 知能情報工学科
- 東京電機大学システムデザイン工学部 情報システム工学科
- 東京電機大学工学部※ 情報通信工学科
- 東京女子大学現代教養学部 情報数理科学科
- 清泉大学（清泉女学院大学より名称変更）人文社会科学部 情報コミュニケーション学科 ITコース　（令和7年4月開設予定）
- 芝浦工業大学工学部※ 情報・通信工学課程
- 工学院大学情報学部※ 情報通信工学科
- 法政大学理工学部※ 応用情報工学科
- 法政大学情報科学部 コンピュータ科学科、ディジタルメディア学科
- 明治大学理工学部 機械情報工学科
- 明治大学総合数理学部 ネットワークデザイン学科
- 早稲田大学基幹理工学部 情報理工学科
- 上智大学理工学部 情報理工学科
- 青山学院大学理工学部 経営システム工学科、情報テクノロジー学科
- 国士舘大学理工学部 理工学科 電子情報学系
- 専修大学ネットワーク情報学部 ネットワーク情報学科
- 創価大学理工学部 情報システム工学科
- 玉川大学工学部 情報通信工学科、ソフトウェアサイエンス学科
- 慶應義塾大学理工学部 物理情報工学科
- 慶應義塾大学環境情報学部 環境情報学科
- 慶應義塾大学文学部 人文社会学科 図書館・情報学専攻
- 東海大学文理融合学部 人間情報工学科
- 神奈川大学※情報学部 計算機科学科 - 1988年理学部に設立。2023年に情報学部計算機科学科に改組。
- 神奈川大学工学部 電気電子情報工学科、情報システム創成学科
- 神奈川工科大学情報学部 情報ネットワーク・コミュニケーション学科
- 神奈川工科大学工学部 電気電子情報工学科
- 関東学院大学理工学部 理工学科 情報ネット・メディアコース
- 山梨英和大学人間文化学部 人間文化学科 メディア・サイエンス領域

中部・近畿・中国・四国・九州
- 金沢学院大学経営情報学部 経営情報学科
- 金沢工業大学情報理工学部 知能情報システム学科　（令和7年4月開設予定）
- 金沢工業大学情報デザイン学部 経営情報学科、環境デザイン創成学科　（令和7年4月開設予定）
- 長野大学企業情報学部 企業情報学科
- 新潟医療福祉大学医療経営管理学部 医療情報管理学科
- 新潟経営大学経営情報学部 経営情報学科
- 新潟工科大学工学部 工学科 情報通信コース
- 新潟国際情報大学情報文化学部 情報システム学科
- 静岡理工科大学理工学部 電気電子工学科 電子工学コース 情報・通信分野
- 人間環境大学総合環境学部 環境情報学科　（令和7年4月開設予定）
- 中部大学人文学部にメディア情報社会学科（2025年度から）
- 愛知工科大学工学部 情報メディア学科
- 日本福祉大学工学部 工学科 情報工学専修
- 名古屋文理大学情報メディア学部 情報メディア学科
- 南山大学理工学部 電子情報工学科
- 大同大学情報学部 情報システム学科
- 岐阜経済大学経営学部 情報メディア学科
- 福井工業大学工学部 電気電子情報工学科
- 福井工業大学経営情報学部 経営情報学科
- 立命館大学理工学部 電子情報工学科 - 1996年 光工学科設置。2001年 光工学科を電子光情報工学科と改称。2004年4月電子情報デザイン学科、2012年に現名称
- 立命館大学情報理工学部※情報システム学科 - 1987年4月設置。1994年名称を情報学科に変更。2004年4月情報理工学部が設置されて情報工学科と情報学科の流れを強く受け継ぐ情報システム学科，情報コミュニケーション学科，メディア情報学科，知能情報学科が開設。2017年度改組により、1学科7コース制に
- 同志社大学生命医科学部 医情報学科
- 龍谷大学先端理工学部 数理・情報科学課程、電子情報通信課程
- 京都産業大学コンピュータ理工学部 コンピュータサイエンス学科、ネットワークメディア学科、インテリジェントシステム学科
- 京都ノートルダム女子大学社会情報学環
- 大阪工業大学工学部 電子情報システム工学科 - 旧電子情報通信工学科 （基幹コース）
- 大阪工業大学情報科学部 情報知能学科、情報システム学科、情報メディア学科、実世界情報学科
- 大阪産業大学情報デザイン学部 情報システム学科
- 大阪産業大学システム工学部 システム工学科 情報電子工学コース
- 近畿大学工学部 電子情報工学科
- 摂南大学理工学部 電気電子工学科 情報系コース
- 関西学院大学工学部 情報工学課程
- 甲南大学知能情報学部 知能情報学科
- 兵庫大学経済情報学部 経済情報学科 情報コース
- 神戸女学院大学生命環境学部 生命環境学科 情報科学領域　（令和7年4月開設予定）
- 岡山理科大学情報理工学部 情報理工学科
- 川崎医療福祉大学医療福祉マネジメント学部 医療情報学科
- 広島工業大学工学部 電子情報工学科、機械情報工学科
- 広島工業大学情報学部 情報システム学科、情報マネジメント学科
- 福山大学人間文化学部 メディア・映像学科
- 徳島文理大学理工学部 電子情報工学科
- 福岡大学工学部 電子情報工学科 情報コース，情報システムコース
- 福岡工業大学情報工学部 システムマネジメント学科、情報通信工学科、情報システム工学科 情報システム技術コース，情報システム設計コース
- 福岡工業大学工学部 電子情報工学科
- 久留米工業大学工学部 情報ネットワーク工学科
- 西日本工業大学工学部 総合システム工学科 電気情報工学系
- 日本文理大学工学部 情報メディア学科

## 情報工学科・情報科学科を持つ日本の専門職大学

### 私立
- 大阪国際工科専門職大学 工科学部
- 東京国際工科専門職大学 工科学部
- 名古屋国際工科専門職大学 工科学部
- 開志専門職大学 情報学部 情報学科

## 情報工学科・情報科学科に類似する学科を持つ日本の専門職大学
- 東京情報デザイン専門職大学 情報デザイン学部　情報デザイン学科